# Garnier de Naplouse
Garnier de Naplouse (zm. 1192) – 10. wielki mistrz zakonu joannitów w latach 1190–1192. Jego następcą został Geoffrey de Donjon.
Postać Garniera de Naplouse występuje też w grze Assassin’s Creed.